# Горловщина
Горловщина — деревня в Доможировском сельском поселении Лодейнопольского района Ленинградской области.

## История
Деревня Горловщина упоминается на плане западной части Лодейнопольского уезда 1818 года.

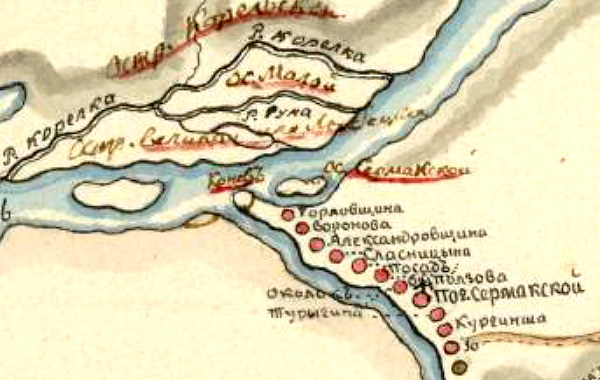
Деревня Горловщина на плане 1818 года

Деревня Горловщина обозначена на карте Санкт-Петербургской губернии Ф. Ф. Шуберта 1834 года.

ГОРЛОВЩИНА — деревня принадлежит Казённому ведомству, число жителей по ревизии: 68 м. п., 65 ж. п.

Пристань на реке Свире, где бывает в лето до 5000 судов (1838 год)

ГОРЛОВЩИНА 1-Я и ГОРЛОВЩИНА 2-Я — деревня Ведомства государственного имущества, по просёлочной дороге, число дворов — 26, число душ — 62 м. п. (1856 год)

ГОРЛОВЩИНА 1-Я (ВОРОНОВА) — деревня казённая при реках Свире и Ояте, число дворов — 17, число жителей: 43 м. п., 58 ж. п.

ГОРЛОВЩИНА 2-Я (НОВИНКА) — деревня казённая при реке Ояте, число дворов — 16, число жителей: 32 м. п., 45 ж. п. (1862 год)

На военно-топографической карте Санкт-Петербургской и Новгородской губерний 1863 года обозначена единая деревня Горловщина.
Сборник Центрального статистического комитета описывал её так:

ГОРЛОВЩИНА — деревня бывшая государственная при реке Ояти, дворов — 10, жителей — 43; лавка.

ГОРЛОВЩИНА ПЕРВАЯ (СЕРМАКСА НА НОСКЕ)— деревня бывшая государственная при реках Ояти и Свири, дворов — 24, жителей — 97; 5 лавок. (1885 год)

В конце XIX — начале XX века деревня административно относилась к Доможировской волости 3-го стана Новоладожского уезда Санкт-Петербургской губернии.
В деревне была православная часовня Знамения.
По данным «Памятной книжки Санкт-Петербургской губернии» за 1905 год  деревня Горловщина 1-я входила в Борское сельское общество, а Горловщина 2-я — в Фоминское сельское общество.
С 1917 по 1919 год деревня входила в состав Доможировской волости Новоладожского уезда.
С 1919 года в составе Фоминского сельсовета Пашской волости Волховского уезда.
С 1924 года в составе Доможировского сельсовета.
С 1927 года в составе Пашского района.
В 1928 году население деревни составляло 322 человека.
На 1 января 1950 года в деревне Горловщина числилось 1 хозяйство и 8 жителей.

Деревня Горловщина на карте РККА 1940 года

С 1955 года в составе Новоладожского района.
С 1963 года в составе Волховского района.
По данным 1966 и 1973 годов деревня Горловщина также входила в состав Доможировского сельсовета Волховского района.
По данным 1990 года деревня Горловщина входила в состав Доможировского сельсовета Лодейнопольского района.
В 1997 году в деревне Горловщина Доможировской волости проживали 70 человек, в 2002 году — 71 человек (русские — 99 %).
С 1 января 2006 года в составе Вахновакарского сельского поселения.
В 2007 году в деревне Горловщина Вахновокарского СП проживали 55 человек, в 2010 году — 48.
С 2012 года в составе Доможировского сельского поселения.

## География
Деревня расположена в западной части района к западу от автодороги Р21 (E 105) «Кола» (Санкт-Петербург — Петрозаводск — Мурманск).
Расстояние до административного центра поселения — 3,5 км.
Расстояние до ближайшей железнодорожной станции Оять-Волховстроевский — 6 км.
Деревня находится на левом берегу реки Оять.

## Демография
| 1838 | 1862 | 1885 | 1950 | 1997 | 2007 | 2010 |
| ---- | ---- | ---- | ---- | ---- | ---- | ---- |
| 133  | ↗178 | ↘140 | ↘8   | ↗70  | ↘55  | ↘48  |
| 2014 | 2017 |      |      |      |      |      |
| ↗53  | ↗60  |      |      |      |      |      |

### Национальный состав
Согласно данным Всероссийской переписи населения 2021 года в деревне проживал 61 человек, из них:
 русские — 57, украинцы — 2, армяне — 1, карелы — 1 человек.

## Инфраструктура
По данным администрации Доможировского сельского поселения:
- на 1 января 2014 года в деревне было зарегистрировано 16 домохозяйств и 57 жителей[24].
- на 1 января 2021 года в деревне было зарегистрировано 20 домохозяйств и 54 жителя[25].